# 圆叶无心菜
圆叶无心菜（学名：Arenaria orbiculata）为石竹科无心菜属的植物。分布在印度、不丹、尼泊尔以及中国大陆的云南、西藏、四川等地，生长于海拔2,300米至4,500米的地区，常生于华山松林、灌丛草甸、阔叶林下、冷杉林、高山草甸或沟谷石缝中，目前尚未由人工引种栽培。

## 别名
圆叶蚤缀（拉汉种子植物名称）